# József-Csaba Pál
József-Csaba Pál (ur. 5 grudnia 1955 w Frumoasie) – rumuński duchowny katolicki, węgierskiego pochodzenia, biskup Timișoary od 2018.

## Życiorys

### Prezbiterat
Święcenia kapłańskie otrzymał 21 czerwca 1981 i został inkardynowany do diecezji Alba Iulia. Po kilkuletnim stażu wikariuszowskim został wysłany jako misjonarz fidei donum do diecezji Timișoara. W 1987 objął probostwo w Reșița, a w 2000 uzyskał inkardynację do diecezji Timișoara.

### Episkopat
16 maja 2018 papież Franciszek mianował go biskupem ordynariuszem diecezji Timișoara. Sakry udzielił mu 6 sierpnia 2018 biskup Martin Roos.